# غوستا سفينسون
غوستا سفينسون (بالسويدية: Gösta Svensson)‏ هو واثب عالي سويدي، ولد في 21 نوفمبر 1929 في Karlshamn ‏ في السويد، وتوفي في 14 أكتوبر 2018 في ستوكهولم في السويد.

## وصلات خارجية
- غوستا سفينسون على موقع أوليمبيديا (الإنجليزية)
- غوستا سفينسون على موقع اللجنة الأولمبية السويدية (السويدية)